# Muserolle
Ne doit pas être confondu avec Muselière.
Vous lisez un « bon article » labellisé en 2015.

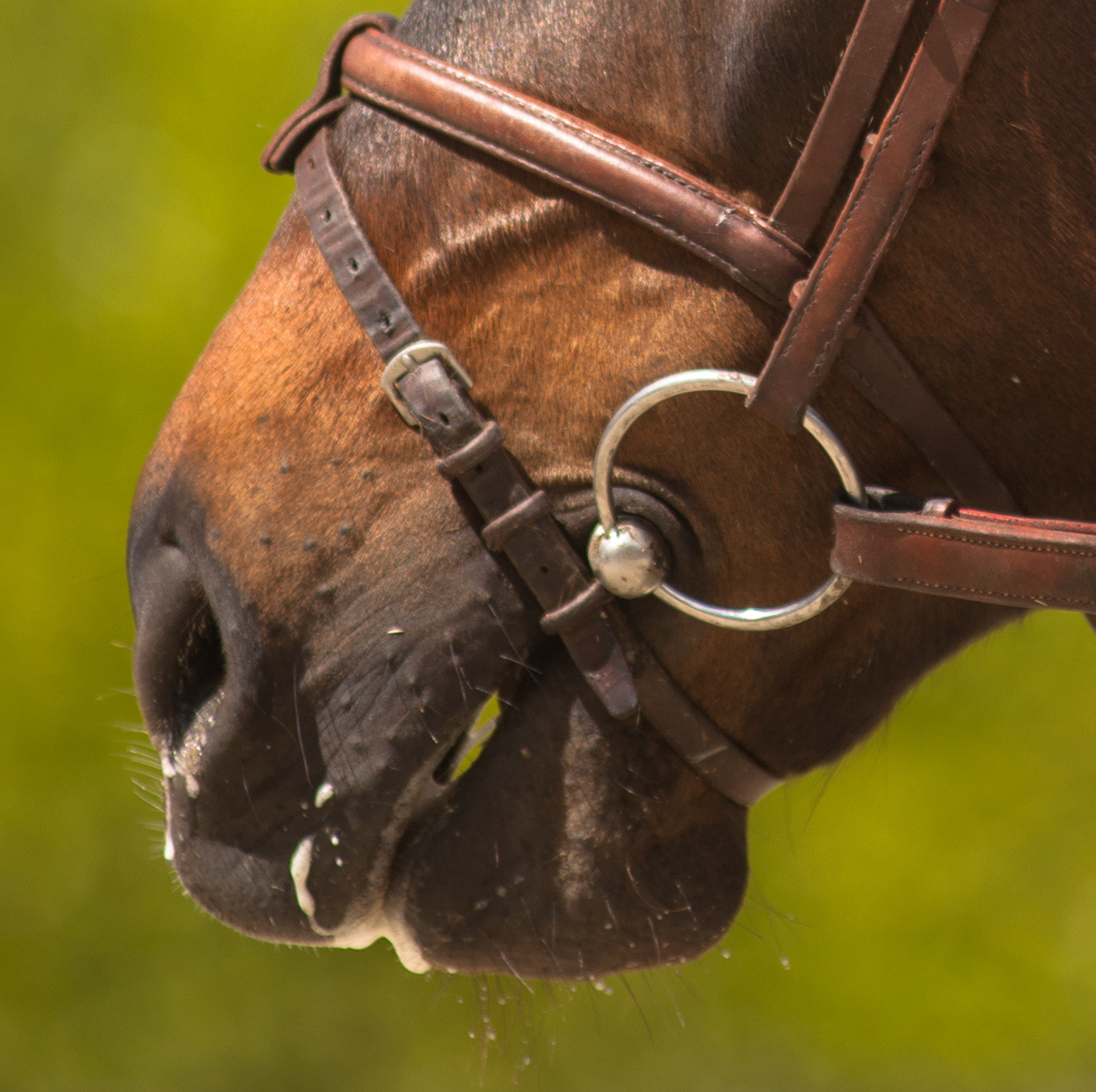
Cheval de race Franches-montagnes équipé d'une muserolle combinée.

Une muserolle ou muserole, est une lanière, généralement de cuir et parfois de métal, qui entoure le nez et la mâchoire de certains animaux pour permettre aux humains de mieux les maîtriser. Surtout connue en équitation, la muserolle est une partie optionnelle du filet qui empêche le cheval d'échapper au mors, en évitant par exemple qu'il ouvre la bouche lorsque le cavalier utilise les rênes pour une demande d'arrêt. L'usage de la muserolle est connu depuis l'Antiquité, cet outil ayant peut-être constitué l'une des premières formes de harnachement pour monter à cheval. À l'époque moderne, elle est conçue davantage comme un outil d'éducation du cheval, mais son usage s'est généralisé avec le règlement des compétitions équestres. Il existe différents types de muserolles, dont l'action est plus ou moins sévère. La française est la plus commune et l'une des plus douces. L'allemande, la combinée et la croisée se règlent devant le mors, et sont plus restrictives. Le caveçon ne s'emploie que pour du travail à la longe. Des muserolles existent aussi pour d'autres animaux, notamment les dromadaires et les chiens.
L'usage de la muserolle, et en particulier son degré de serrage, est débattu par la communauté cavalière depuis 2011. Plusieurs études réalisées pour l’International Society for Equitation Science (ISES) de 2012 à 2014 estiment que la muserolle des chevaux d'équitation est souvent trop serrée, induisant une souffrance et une modification de l'irrigation vasculaire au niveau de la tête. Les scientifiques concernés et certains écuyers se sont mobilisés pour demander une prise en compte du serrage de la muserolle pendant les compétitions de sports équestres.

## Description

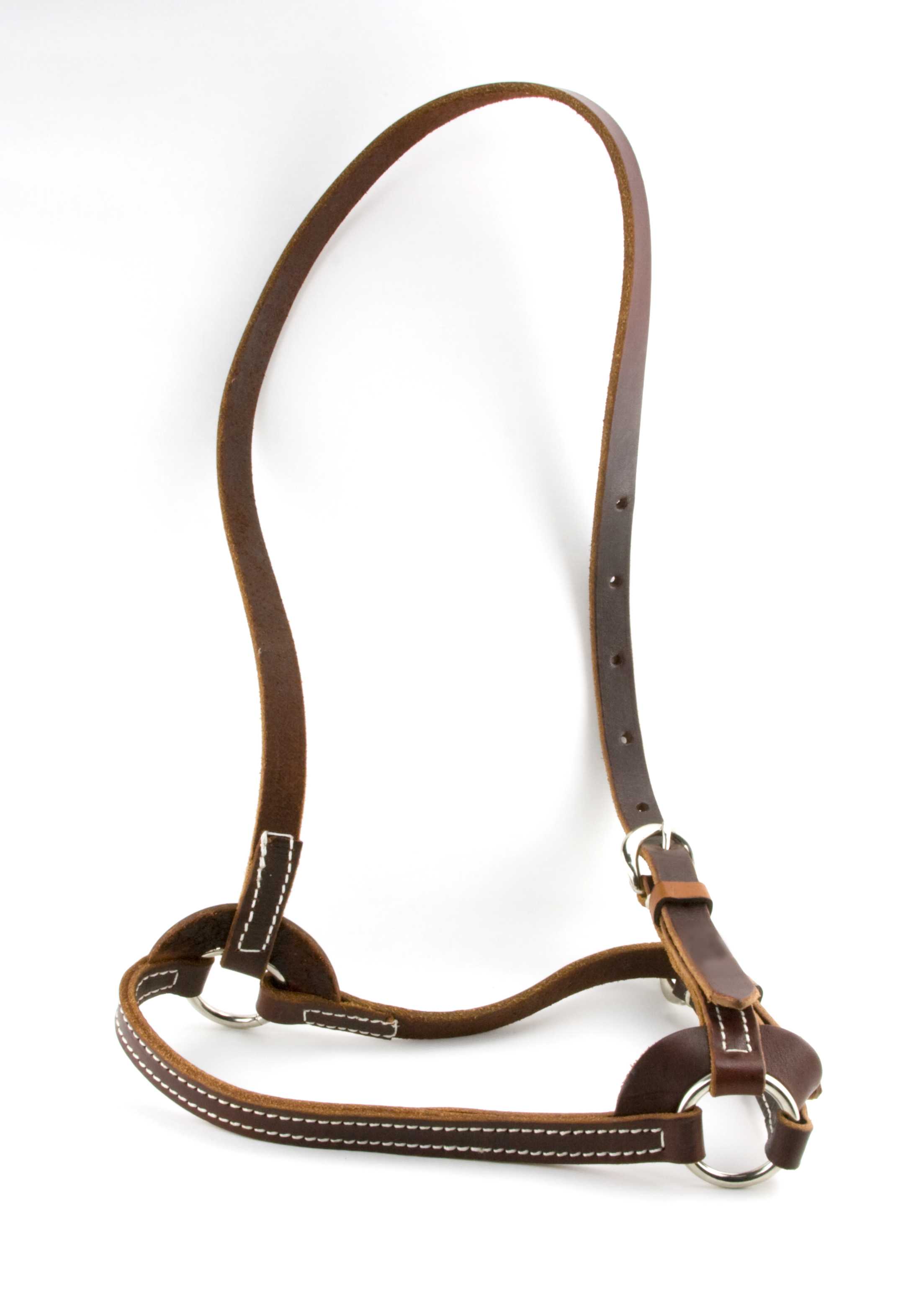
Muserolle classique pour chevaux, en cuir.

La muserolle est une lanière généralement en cuir, plus rarement en corde ou en métal, qui se place autour du nez et de la bouche des animaux, pour les maîtriser et notamment les empêcher d'ouvrir trop la bouche. Il ne faut pas la confondre avec la muselière, qui enserre toute la mâchoire de l'animal pour l'empêcher de mordre. Si la muserolle est surtout connue comme une partie optionnelle du filet du cheval, il existe aussi des muserolles pour d'autres animaux, en particulier pour empêcher les chiens tenus en laisse de tirer, et pour éduquer les dromadaires chez les Touaregs (amrar). En Allemagne, la muserolle pour chevaux est surnommée « claque-gueule » (mouth shutter), en raison de la croyance selon laquelle elle sert uniquement à empêcher le cheval de s'exprimer.

## Histoire

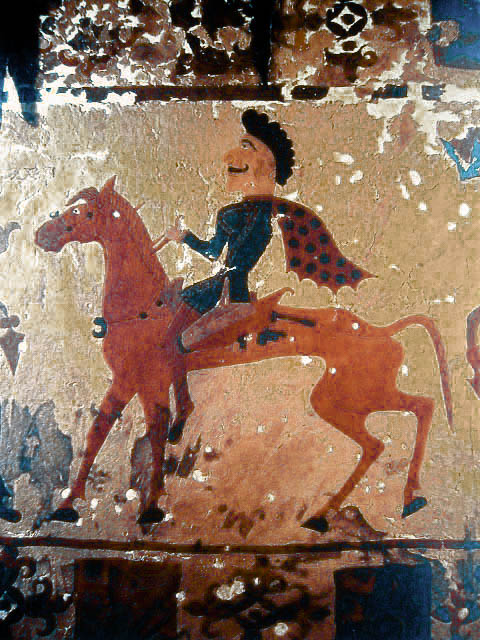
Représentation de cavalier à Pazyryk, env. 400 av. J.-C. On distingue une muserolle sur le harnachement du cheval.

La muserolle est longtemps restée un sujet ignoré de la presse équestre, des cavaliers et des chercheurs, jusqu'à une controverse récente (en 2011 et 2012) au sujet de son serrage et de sa mauvaise utilisation.
La muserolle est peut-être le premier outil développé par l'humain pour pratiquer l'équitation, le mors ayant pu être inventé plus tardivement. Elle est alors essentiellement faite de cuir ou de corde. Les muserolles retrouvées grâce à l'archéologie sont des modèles métalliques, le cuir et la corde ne résistant pas au passage du temps. La muserolle est, dans certaines cultures, associée à un licol qui permet de monter sans mors dans la bouche du cheval. La Perse antique a développé une muserolle comme outil de formation des jeunes chevaux, sous le nom de hakma : les sculptures perses montrent que cet outil (peut-être connu dès le VIe millénaire av. J.-C.) pousse les chevaux à baisser la tête. Les hakma étaient peut-être dentelés sur la face intérieure. Les reconstitutions des chercheurs permettent de déterminer que les brides de corde et de cuir, en usage au Kazakhstan à l'époque scythe, comportent une muserolle. Des muserolles, des mors en fer et des décorations en cuivre ont été retrouvés à Pazyryk dans les monts Altaï, et datés des IVe et IIIe siècles av. J.-C..
L'iconographie de la Grèce antique, en particulier sur les vases, permet d'observer des chevaux muselés dans une sorte d’« entonnoir » en osier. L'auteur grec Xénophon, grand cavalier, recommande dans son traité De l'Équitation leur utilisation dans le cadre du dressage du cheval, pour éviter de subir une morsure de l'animal. L'archéologie a permis de retrouver quelques modèles de muserolles grecques en bronze datées de la même époque dans des tombes, qui semblent à la fois rares et précieuses, et sont richement décorées. Certaines de ces muserolles comportent des motifs représentant la déesse Héra.

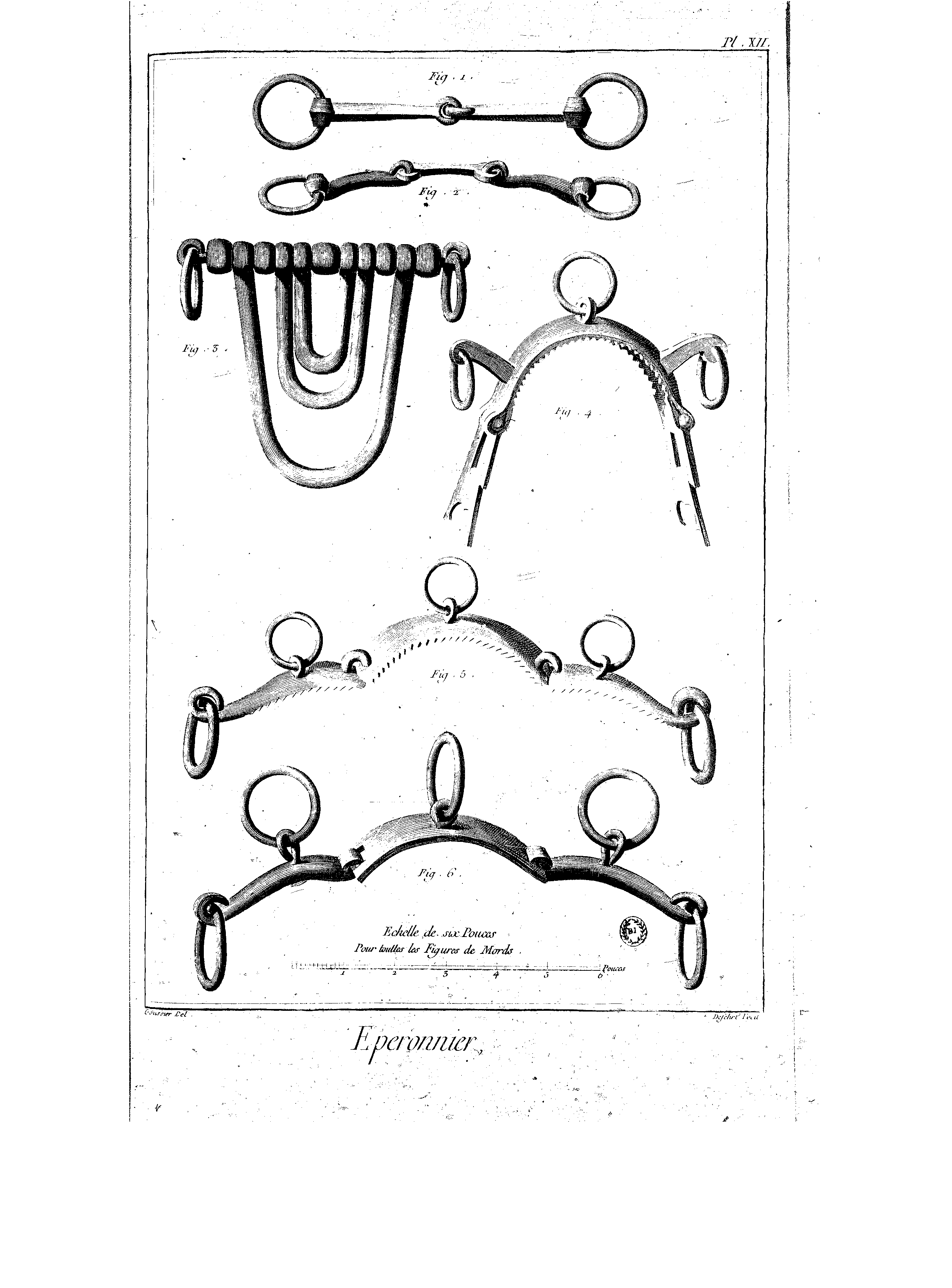
Deux modèles de muserolles serreta (au milieu et en bas), dont une crantée.

Les écuyers d'Italie développent dès la fin du Moyen Âge une muserolle dentelée nommée « careta » à laquelle les rênes sont attachées. D'après Nevzorov Haute École, la muserolle dite « serreta » est utilisée dans les cours d'équitation européennes à partir du XVIe siècle. Elle consiste en une pièce métallique (avec des exemples en laiton et en acier tordu) passant sur la bride, destinée à comprimer les tissus mous. Certaines muserolles serreta comportent une partie dentelée en contact avec la peau du cheval, rendant leur action plus douloureuse. Importée en Amérique du Sud par les conquistadores espagnols, la muserolle serreta serait à l'origine de l'invention du bosal, et peut-être aussi du caveçon utilisé en équitation classique.
La muserolle allemande, inventée au XIXe siècle, s'impose comme standard en équitation de dressage dans les années 1970. Elle est alors employée aussi bien à l'école espagnole de Vienne qu'à l'école royale andalouse d'art équestre et l'école portugaise d'art équestre. La muserolle combinée émerge relativement tard, à la fin des années 1960, en équitation de saut d'obstacles. Elle devient au fil des années le type de muserolle le plus populaire. De la fin du XXe siècle au début du XXIe siècle, la configuration des muserolles évolue. D'après le colonel Christian Carde, leur resserrement pendant les compétitions de dressage est devenu la norme pendant la présidence suédoise de la commission de dressage de la Fédération équestre internationale. Les fabricants et les cavaliers se sont adaptés, proposant des muserolles que l'on puisse serrer davantage et des protections à placer entre la barbe et l'auge du cheval. Dans les centres équestres, d'après l'écuyère française Isa Danne, l'utilisation de la muserolle s'est généralisée à la demande des enseignants d'équitation, et pour répondre à un certain sens de l'esthétisme.

## Usage

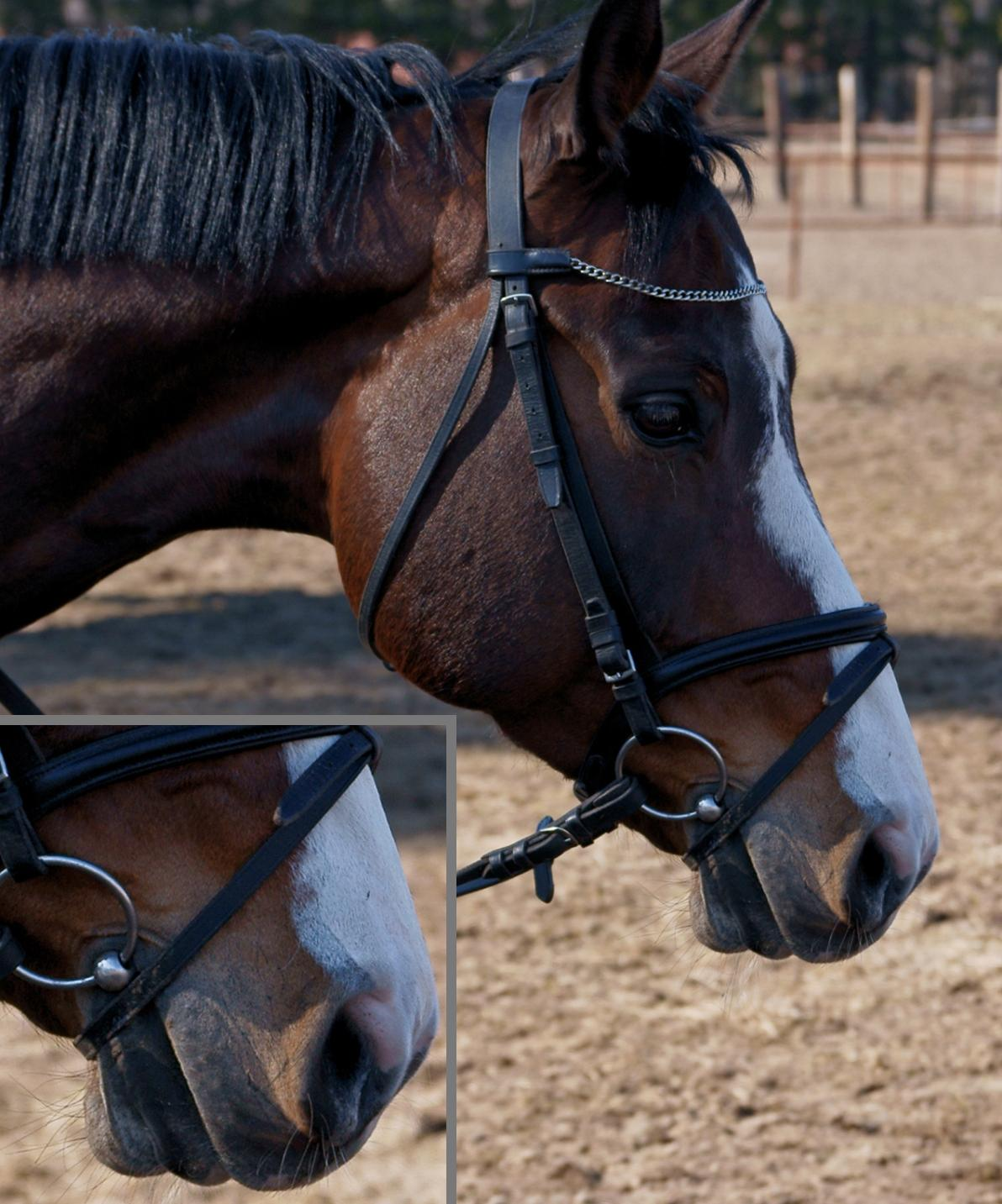
Cheval portant une muserolle combinée visiblement serrée.

D'après le site Eurodressage, la majorité des cavaliers — même parmi ceux de niveau international — ignore pourquoi leur cheval porte une muserolle. Les raisons invoquées sont variées : garder la bouche fermée pour encourager le cheval à être en contact avec le mors, le décourager de tenter d'échapper au mors, avoir un point d'accroche pour une martingale fixe, aider à garder la bride en place, ou encore avoir une meilleure esthétique.
Avec une muserolle, le cheval est plus sensible aux actions de rênes. Plus la muserolle est serrée, plus cette sensibilité tend à augmenter,, bien qu'il ne soit pas certain qu'une muserolle extrêmement serrée se traduise par un grand gain de précision pour le cavalier. Cela rend l'usage de la muserolle plus « confortable » pour le cavalier. Le règlement des compétitions de sport équestre sanctionne souvent les ouvertures de bouche trop voyantes et les actions de résistance au mors, parce qu'elles démontrent un manque de dressage et de respect du cheval. Cela a généralisé l'usage de muserolles de tous types, en particulier des plus restrictives, pour masquer les problèmes de dressage. Certains types de muserolles sont interdits en compétition de dressage,. Une bride ne comporte pas nécessairement de muserolle, il est ainsi fréquent de ne pas en employer en endurance et en course de plat.

### Conseils d'emploi
La muserolle est d'abord un outil d'éducation en équitation, en particulier chez le jeune cheval, pour lui apprendre à placer sa bouche correctement autour du mors et à ne pas ouvrir la bouche pour répondre au mors. La muserolle peut être utilisée sur un cheval monté ou lors de travail à la longe. Elle n'a normalement pas vocation à se substituer au travail de dressage,. Il est possible, par la suite, de l'employer ponctuellement pour corriger des problèmes de respect du mors.
Pour la préparation au dressage, Kathy Amos-Jacob recommande de commencer à travailler le jeune cheval avec une muserolle française peu serrée, et de passer à la muserolle croisée seulement lorsque l'animal est stable sur la main, de manière à lui laisser le temps d'apprendre à décontracter ses mâchoires, en déglutissant et mâchant son mors. Elle estime que le serrage précoce de la muserolle créée des contractions et des maux de dos. L'écuyère Isa Danne pense que la muserolle sert le plus généralement à « cacher la misère », les cavaliers recourant au matériel pour compenser les faiblesses de leur équitation. De même, les spécialistes australiens et néo-zélandais estiment qu'il vaut mieux éduquer le cheval pour lui apprendre à accepter le mors que de le contraindre avec une muserolle serrée. Le serrage de la muserolle est en revanche recommandé par Claude Cairoli pour corriger un cheval longé qui se défend contre ses enrênements, en l'empêchant d'ouvrir la bouche.
Les muserolles modernes étant toujours en cuir, un entretien régulier est nécessaire pour éviter qu'elles ne s’abîment, comme pour n'importe quel autre objet en cuir.

### Ajustement

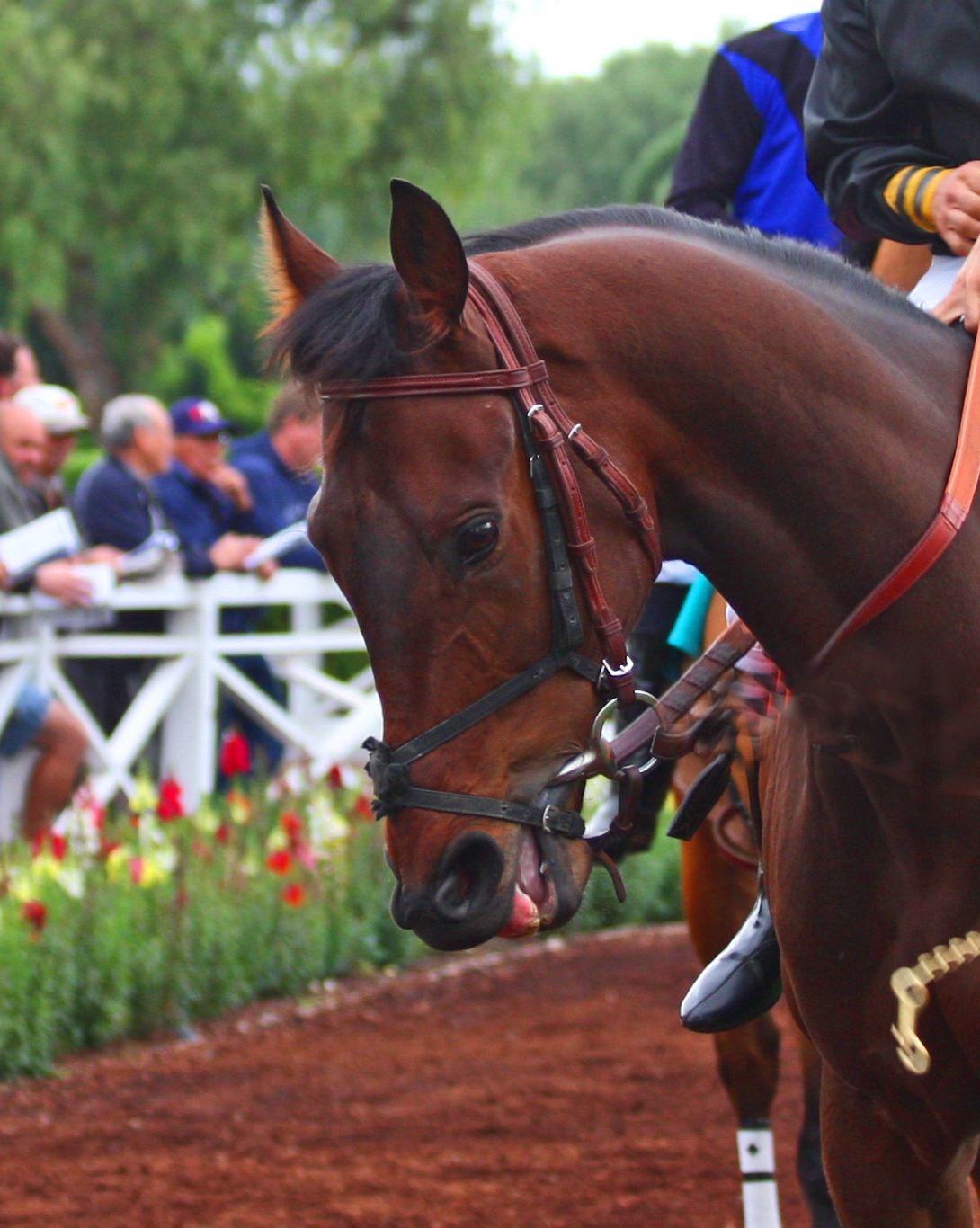
Muserolle croisée sur un jeune Pur-sang : le cheval peut exprimer des mouvements de langue et de mâchoire.

La muserolle doit en principe être choisie en fonction de la morphologie faciale du cheval. Elle a tendance à se resserrer à l'effort, en raison de la dilatation des naseaux induite par la respiration. On estime généralement qu'une muserolle est correctement réglée lorsqu'il est possible de passer deux doigts entre la muserolle et le chanfrein. Cette directive se révèle très imprécise, le diamètre des doigts étant différent selon les personnes. La communauté scientifique estime que cette « règle » est trop floue. Avec le serrage recommandé, le cheval peut en principe exprimer des mouvements de langue et de mâchoire. Cela n'autorise cependant pas toutes les expressions de son comportement, en particulier le bâillement.

### Bien-être
Comme de nombreux outils d’équitation visant à limiter les mouvements, la muserolle peut compromettre le bien-être du cheval. Le réglage de la muserolle pose un problème éthique si le cheval est contraint à l'obéissance par la souffrance. L'étude d'Orla Doherty, à l'université de Limerick, conclut qu'un cheval doit être libre de mâcher, d'avaler, de déplacer légèrement la mâchoire et de bailler pendant sa mise au travail, les tensions de la muserolle pouvant endommager sa peau, ses nerfs, ses muscles et ses os. Le colonel Christian Carde estime que la salivation anormale observée chez les chevaux de compétition provient du fait que l'animal ne peut plus déglutir à cause de la pression excessive exercée sur sa bouche par la muserolle.
Une étude du chercheur australien Paul McGreevy, utilisant la thermographie, a démontré que la température faciale des chevaux portant une muserolle avec une bride double se modifiait, suggérant une réponse physiologique au stress et une modification de l'irrigation vasculaire, qui empire avec le degré de serrage. Une muserolle trop serrée peut aussi pousser les muqueuses tapissant la joue du cheval contre ses molaires.

## Types
La connaissance des différents types de muserolles fait partie du programme du Galop 2 en France. Les muserolles peuvent être employées avec tous les types de mors, sauf le mors à aiguilles, qui ne peut être utilisé qu'avec une muserolle allemande. Il risquerait de se coincer dans les autres, privant le cavalier de moyens d'agir sur la direction. Il est déconseillé de choisir une muserolle sur les seuls critères esthétiques, chaque cheval ayant des besoins bien spécifiques. L'épaisseur de la muserolle est importante : fine, elle est aussi plus sévère car les points de pression sont plus réduits. Les muserolles larges sont plus douces.

### Muserolle française

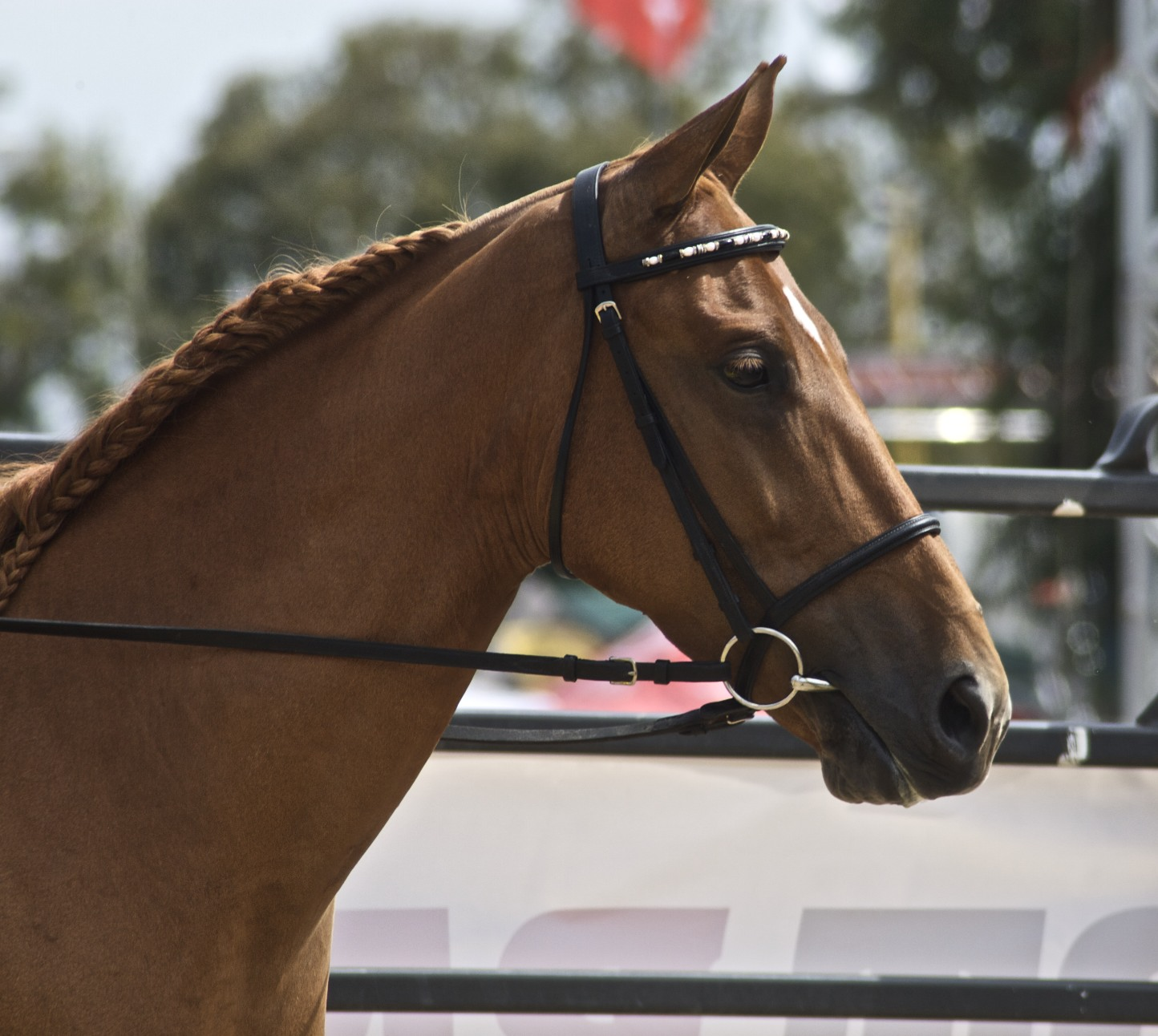
Muserolle française.

Également appelée « muserolle anglaise » ou « muserolle standard », la muserolle française est la plus classique, elle peut être utilisée avec tous les modèles de mors. Elle se règle sous les montants du filet, pouvant être placée plus ou moins haut sur la tête. On estime cependant que le réglage correct se situe deux pouces sous l'apophyse zygomatique. La muserolle française est davantage un élément de décoration du filet pour lui donner une apparence moins « nue » qu'un outil empêchant le cheval d'ouvrir la bouche, elle n'a finalement pas de véritable fonction.

### Muserolle allemande

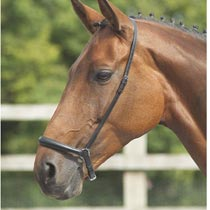
Muserolle allemande.

La muserolle allemande, drop noseband en anglais, a été inventée par l'école espagnole de Vienne. Elle exerce une pression sur le bout du nez du cheval, partie particulièrement sensible, permettant un plus grand contrôle de la part du cavalier. Cette muserolle est souvent utilisée sur les chevaux qui « tirent », dont les cavaliers ont du mal à canaliser l'impulsion en particulier pour demander l'arrêt. La courroie inférieure passant devant le mors, la muserolle allemande empêche le cheval de jouer avec sa langue. Elle se règle au-dessus des anneaux du mors. Étant assez sévère, elle est rarement employée. Elle ne peut pas s'utiliser en combinaison avec une martingale fixe, et elle est déconseillée en course de galop. La muserolle allemande est également « passée de mode » au profit de la muserolle combinée, en raison de son réglage plus difficile et de critères esthétiques, de nombreux cavaliers la jugeant peu élégante.

### Muserolle croisée

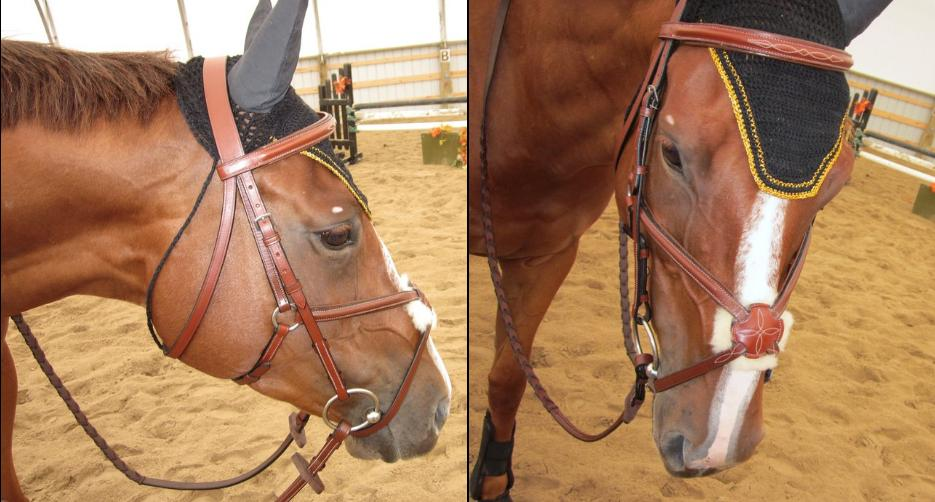
Muserolle croisée.

Elle est également nommée « muserolle italienne », « muserolle Grakle » (du nom d'un cheval qui a gagné le Grand National en 1931 et en portait une), « muserolle mexicaine » (à cause de son utilisation par l'équipe mexicaine de saut d'obstacles dans les années 1940) et « muserolle en forme de 8 » (en raison de sa forme rappelant le chiffre 8, vue du dessus). Elle empêche le cheval de bouger ses maxillaires latéralement, et se révèle donc utile pour éduquer des chevaux qui jouent avec leur langue et la passent au-dessus du mors. Elle est composée de deux lanières qui se croisent sur le chanfrein du cheval. Elle est conseillée pour les galopeurs et le polo, et se révèle très courante chez les chevaux de saut d'obstacles. De nombreux cavaliers l'estiment plus confortable qu'une muserolle combinée.

### Muserolle combinée

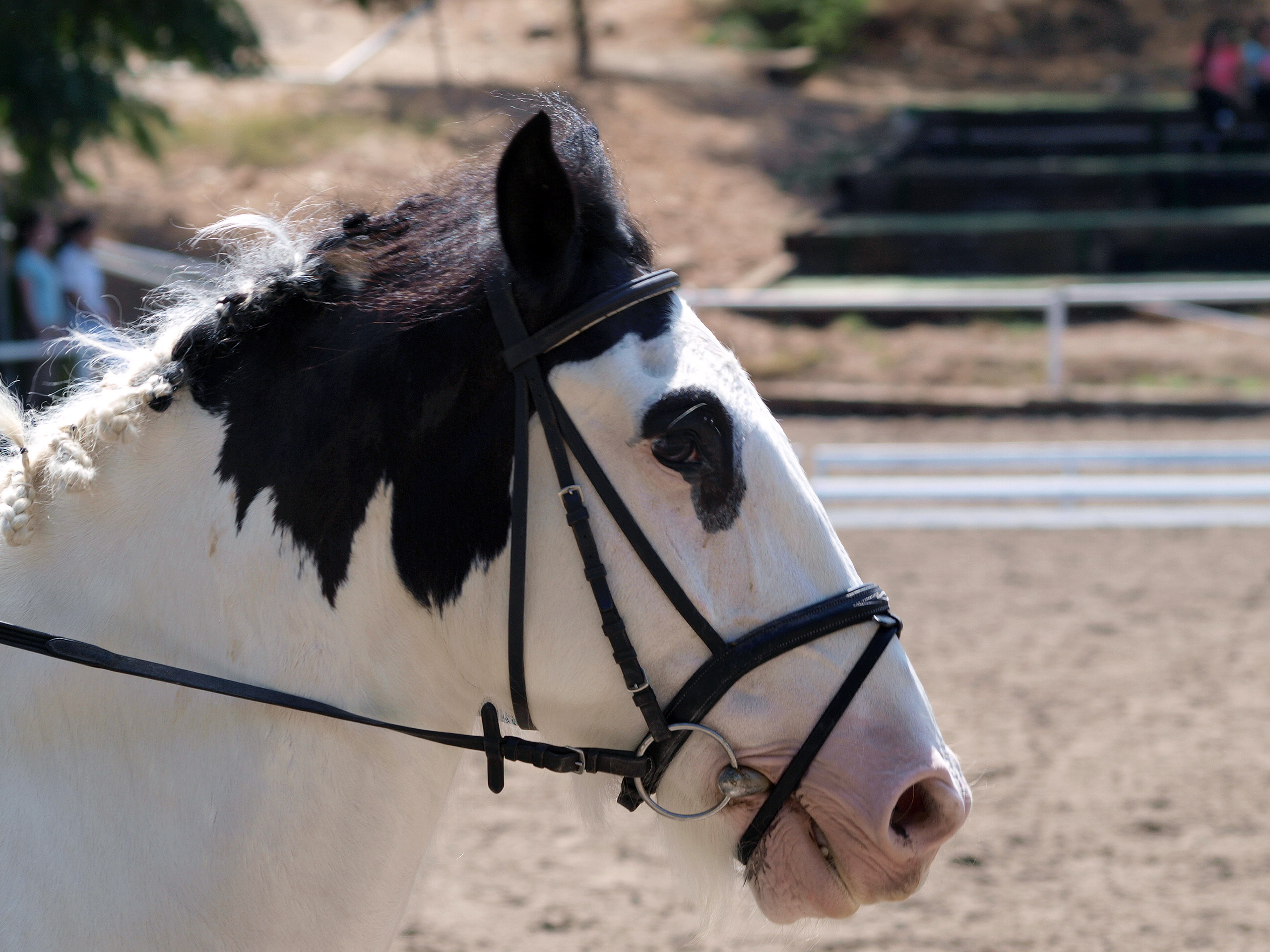
Muserolle combinée.

Elle est également appelée « muserolle irlandaise » ou en anglais, flash noseband. Conçue à l'origine comme une variante de la muserolle croisée, elle consiste à ajouter une muserolle supplémentaire à la muserolle française classique – réglée de fait un peu plus haut, et passant devant le mors. Elle garde la bouche fermée et empêche le cheval de bouger la langue. La muserolle combinée a vocation à être un outil transitoire, la partie dite noseband pouvant en être ôtée. Cela peut se révéler inesthétique, une pièce de cuir inutile étant visible sur la muserolle la plus haute. Pour l'éviter, les fabricants proposent des muserolles combinées convertibles en muserolles françaises.

### Muserolle suédoise

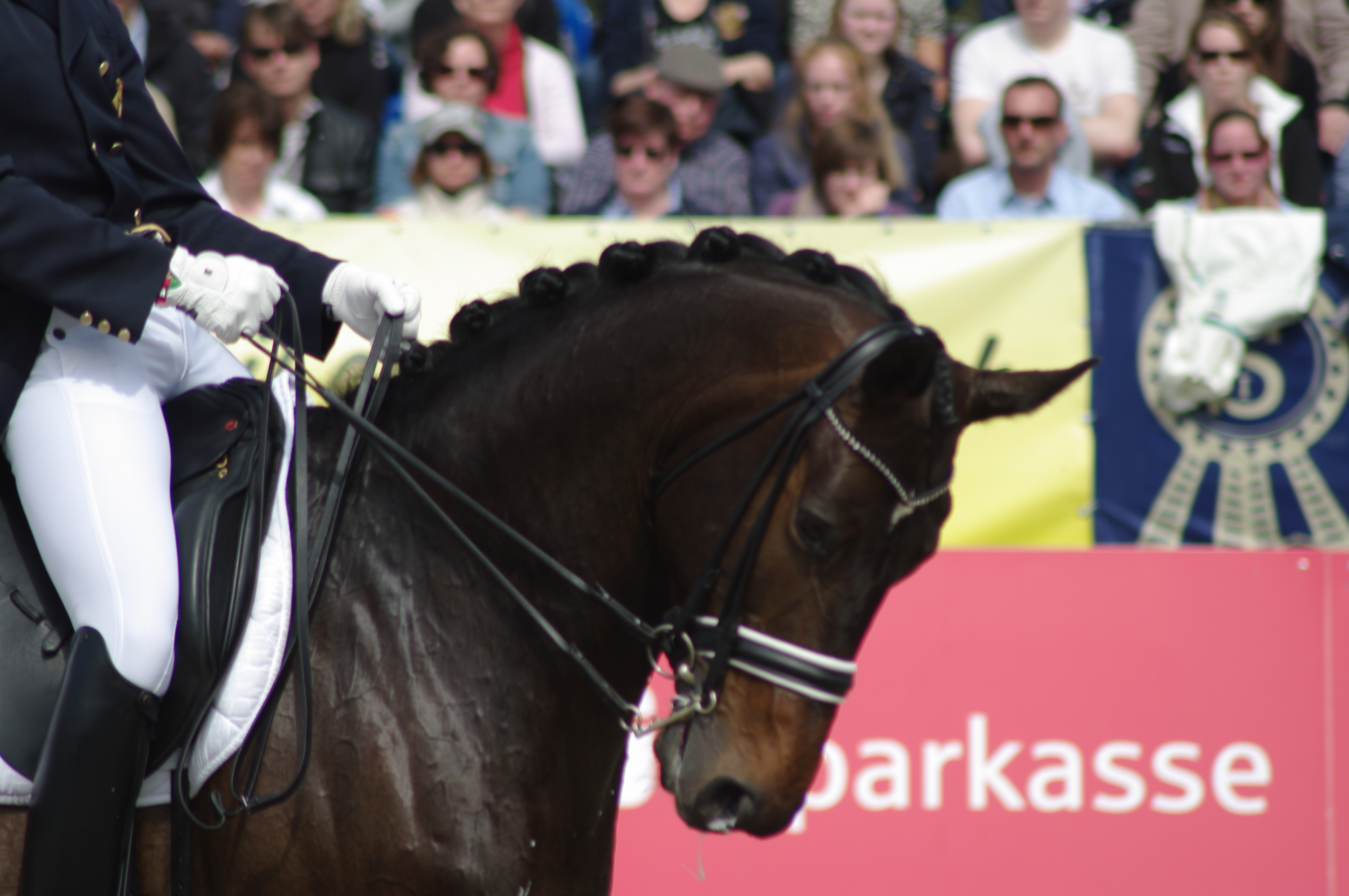
Cheval de dressage monté en muserolle suédoise.

La muserolle suédoise, pull-back ou crank noseband, est une muserolle épaisse et rembourrée placée comme une muserolle française, très fréquente en compétition de dressage de haut niveau car elle se marie bien à la bride double. Elle se ferme en coulissant et peut donc potentiellement serrer très fort la tête du cheval en poussant les joues sur les dents. Les avis divergent sur sa sévérité. Sur le site Eurodressage, des photos montrent que la muserolle suédoise n'empêche pas le cheval de pouvoir faire sortir sa langue de sa bouche. Isa Danne estime cependant qu'elle s'apparente à un « engin de torture ». Il est possible de lui ajouter une seconde muserolle passant devant le mors, comme pour une muserolle combinée.

### Muserolles des brides sans mors

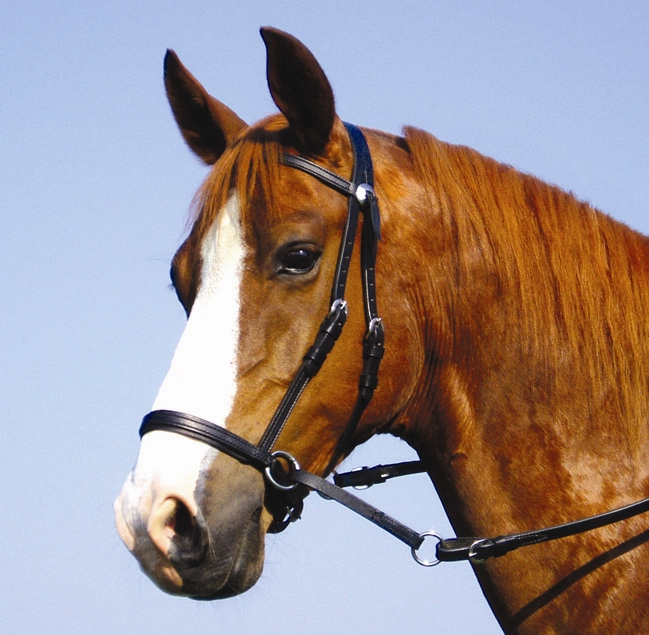
Cheval portant une bride sans mors.

Toutes les brides sans mors comportent une muserolle, puisque cet outil devient alors le seul moyen d'agir sur la vitesse et la direction du cheval. Les brides sans mors et les hackamores agissent par compression du chanfrein du cheval, via la muserolle.

### Caveçon

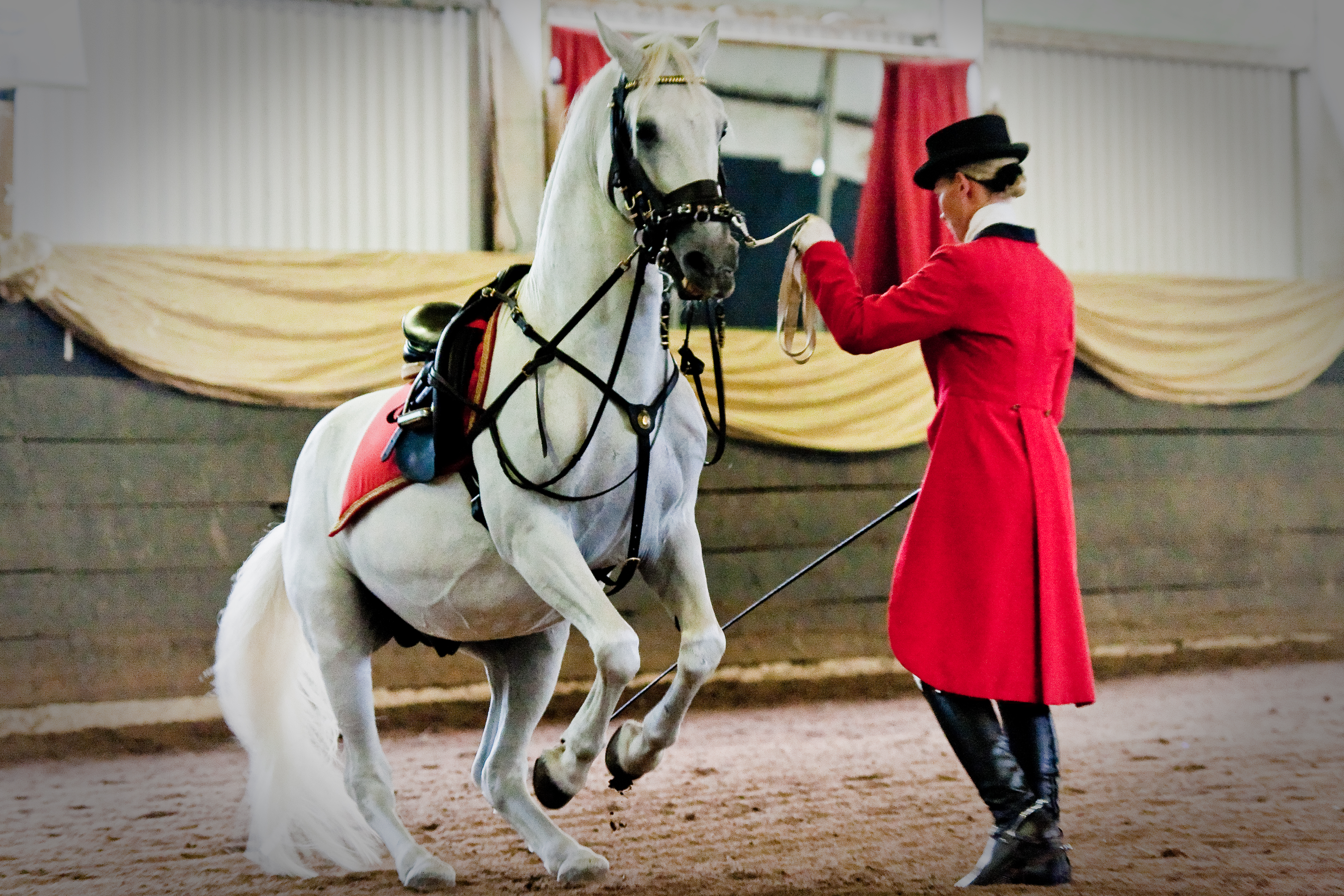
Cheval travaillé en caveçon

Un caveçon est une muserolle destinée au travail à la longe ou plus généralement à pieds, notamment entre des piliers. Elle se compose de cuir et de métal, avec des anneaux métalliques (généralement trois) sur le dessus. Jadis, les caveçons pouvaient être entièrement de métal et beaucoup plus sévères, puisque François Robichon de La Guérinière parle d'une bande de fer tournée en arc, garnie de trois anneaux, montée de têtière et de sous-gorge. Il existe des caveçons tordus, mordants ou plats au XVIIIe siècle. La Guérinière signale déjà le problème causé par les caveçons « mordants » qui ont tendance à écorcher le cheval, à moins d'être doublés en cuir. Même à l'époque actuelle, le réglage d'un caveçon reste complexe et le risque d'infliger des douleurs au cheval est important. Il est conseillé de privilégier des modèles bien rembourrés et de ne pas y fixer d'enrênements.

### Autres muserolles pour chevaux

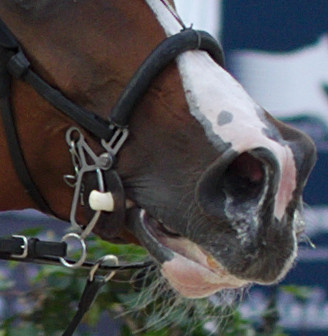
Muserolle de type Kineton, sur un cheval monté en saut d'obstacles.

Il existe d'autres modèles de muserolles, moins fréquents. La multi-bride (combination noseband, en anglais) comporte un anneau en demi-lune de chaque côté au-dessus du mors, permettant de faire passer une lanière de muserolle plus bas sur la tête que pour une muserolle française, et éventuellement de relier le mors à la muserolle. Elle a cependant le défaut de pousser les joues du cheval contre ses dents, ce qui peut lui causer des douleurs. La muserolle Kineton, également nommée Puckle (d'après le bourg anglais du même nom) a été conçue pour contrôler les chevaux de course à grande vitesse. Elle est réputée sévère, son action consistant à transférer la pression du mors sur la muserolle. De ce fait, son usage est déconseillé en compétition, et devrait être cantonné à l'éducation du cheval de course.

### Muserolles pour d'autres animaux que les chevaux

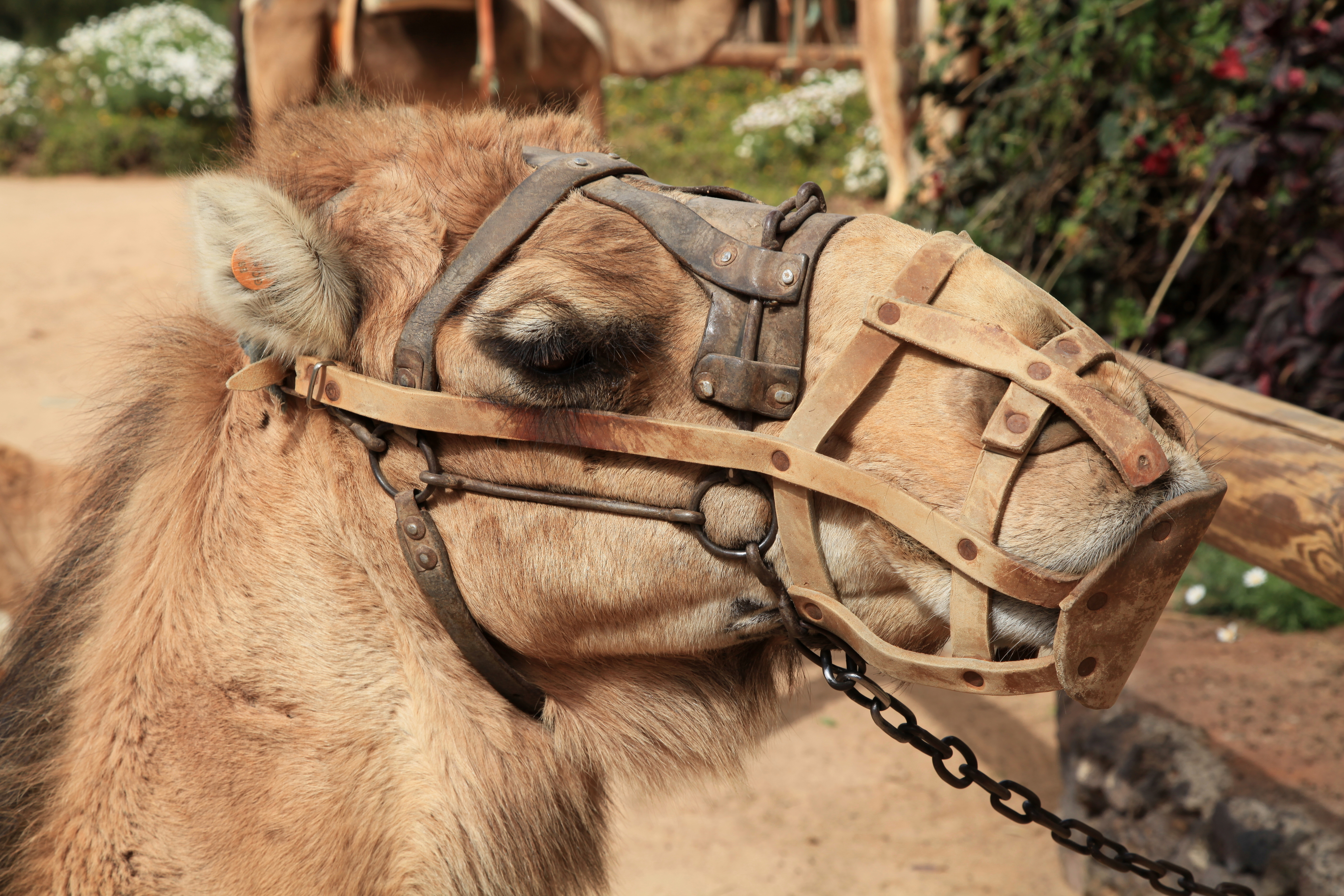
Dromadaire portant une muserolle métallique et une muselière par-dessus cette dernière.

Des muserolles de cuir sont conçues spécifiquement pour les chiens qui tirent en laisse, afin de les empêcher de donner des coups brutaux. La bride Gentle Leader comporte ainsi une lanière reliant le dessus du museau au collier, dans le but d'empêcher le chien de tirer sans pour autant le gêner s'il veut prendre des objets dans sa gueule. De même, l'éducation des jeunes dromadaires par les Touaregs s'effectue généralement avec une muserolle métallique et une corde attachée à cette dernière.

## Débat sur le serrage

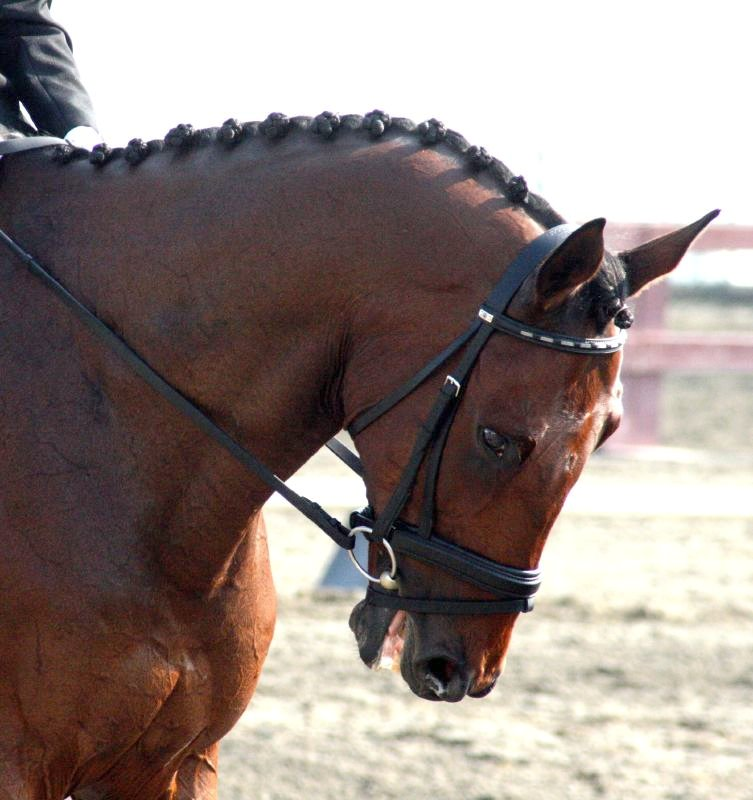
cheval de dressage portant une muserolle suédoise combinée, monté sous la verticale.

Le serrage de la muserolle est débattu par la communauté cavalière, une controverse violente ayant éclaté en 2011, au point que certains cavaliers sont venus à la considérer comme un instrument de torture dans tous les cas. Dans la revue australienne Horse Magazine, le Dr. Möller a recommandé de bien la serrer chez les jeunes chevaux pour éviter des problèmes de langue, favoriser le contact et pousser le cheval à se soutenir. Le colonel Christian Carde publie une réponse dans la revue Cheval Savoir, estimant que ce conseil résulte d'une dérive de l'équitation de dressage. De même, l'écuyère Isa Danne y voit un symptôme de « l’escalade des outils » visant à contraindre le cheval au lieu de l'éduquer.
De manière globale, les scientifiques de l’International Society for Equitation Science (ISES) estiment que la muserolle des chevaux est souvent trop serrée, induisant une pression importante sur le nez et la bouche. Le Dr Hayley Randle, président de l'ISES, estime qu'une muserolle trop serrée empêche le cheval d'exprimer sa douleur et sa peur. Fermer la bouche de force s'apparente à une coupure de toute tentative de communication avec le cheval, qui créée de plus une gêne à la respiration. Cela a poussé l’ISES à se mobiliser en 2012, pour demander un contrôle systématique du serrage des muserolles pendant les compétitions de sports équestres. L'ISES propose qu'une vérification du serrage de la muserolle soit réalisée avec un outil objectif, inséré au milieu du chanfrein du cheval,. En mai 2016, une étude publiée dans PLOS ONE conclut que l'utilisation d'une muserolle suédoise serrée génère un fort stress chez les chevaux, comme le prouve l'augmentation de leur rythme cardiaque.
l’International Society for Equitation Science a reçu le soutien, pour cette demande, de plusieurs institutions équestres et/ou de protection animale principalement anglo-saxonnes, dont l'Humane Society of the United States. L'écuyer franco-allemand Philippe Karl a proposé en 2009 de réformer le règlement des compétitions de dressage en interdisant les muserolles serrées.

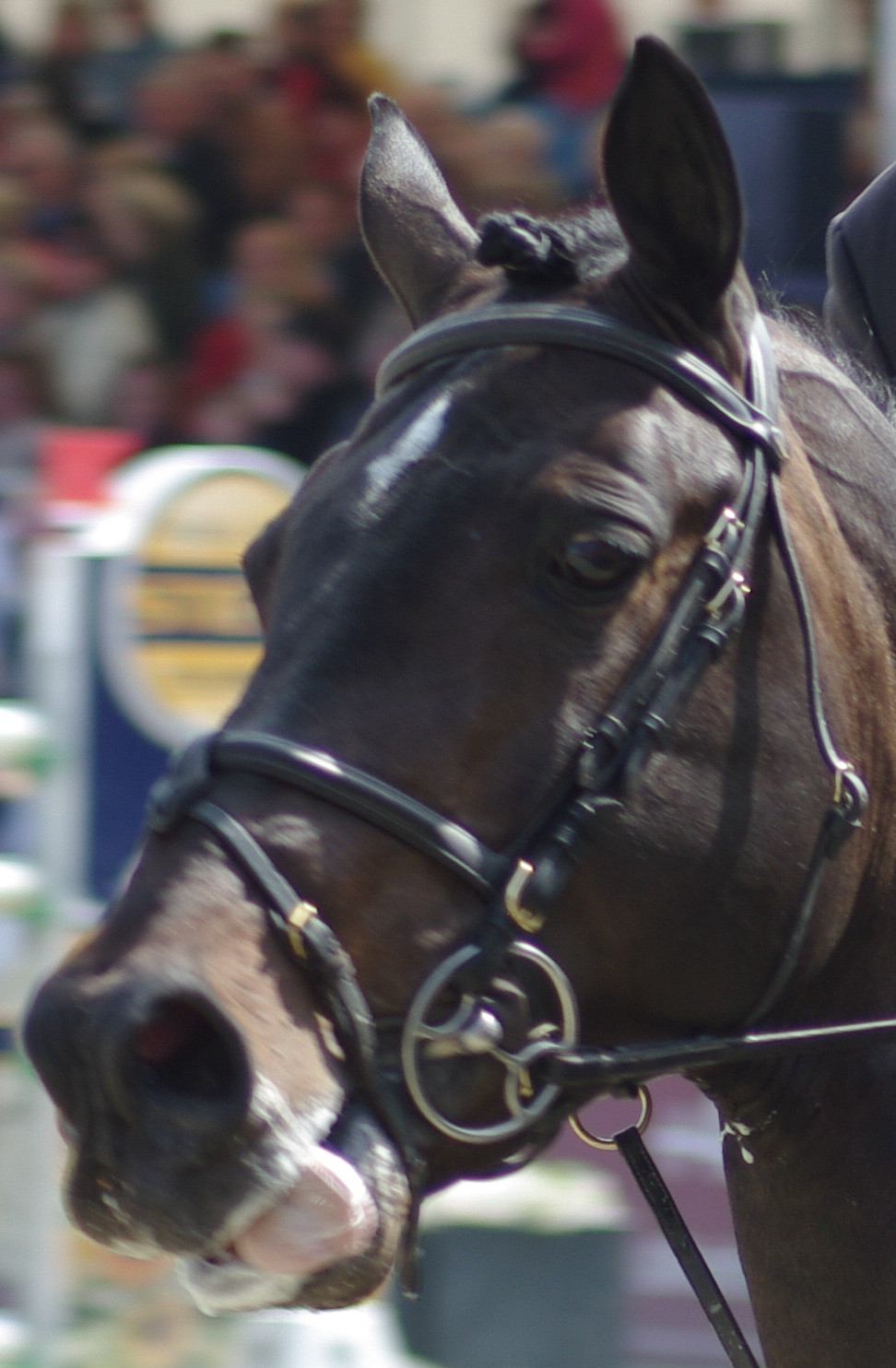
Cheval de compétition portant une muserolle et tirant la langue

Une recherche menée à l'université de Limerick en Irlande et à celle de Sydney en Australie sur 140 jeunes chevaux de cross âgés de 4 et 5 ans démontre que 88 % d'entre eux portaient une muserolle trop serrée (impossibilité de passer deux doigts sur le chanfrein), 47 % des chevaux l'ayant si serrée qu'il était impossible de passer un seul doigt sous la muserolle. Une autre étude, publiée début 2016, révèle qu'une muserolle trop serrée peut causer des blessures buccales.
La cavalière de dressage autrichienne Ulrike Prunthaller et son entraîneur ont été condamnés pour maltraitance en 2013, pour avoir notamment placé des cailloux sous la muserolle de leurs chevaux, afin d'en renforcer l'effet.

## La muserolle dans la culture
Dans le roman Un loup est un loup de Michel Folco, le jeune Charlemagne remarque que le cheval Comtois, en tête de l'attelage en arbalète qu'il accompagne, a eu sa muserolle placée à l'envers dans la hâte, ce qui le blesse. Il tente de la remettre à l'endroit, mais l'animal panique et le blesse.

#### Publications scientifiques
- [de la Genière 1997] Juliette de la Genière, « Appendice. Note sur une muserolle disparue », Publications de l’École française de Rome,‎ 1997, p. 261-265 (lire en ligne)
- [McGreevy, Warren-Smith et Guisard 2012] Paul McGreevy, A. Warren-Smith et Y. Guisard, « The effect of double bridles and jaw-clamping crank nosebands on facial cutaneous and ocular temperature in horses », Journal of Veterinary Behavior, vol. 7, no 3,‎ mai-juin 2012, p. 142–148
- [Randle et McGreevy 2013] H. Randle et Paul McGreevy, « The effect of noseband tightness on rein tension in the ridden horse », Journal of veterinary behavior, vol. 8, no 2,‎ mars–avril 2013, p. 18–19

#### Articles de presse
- (en) Khaled Assem, « The horse world of nosebands », Horse Times, no 45,‎ été 2014, p. 74-76 (lire en ligne)
- [Carde 2011] Christian Carde, « Serrer la muserolle... », Cheval Savoir, no 22,‎ juin 2011 (lire en ligne).
- [Danne 2012] Isa Danne, « Plaidoyer contre la muserolle serrée », Cheval Savoir, no 37,‎ novembre 2012 (lire en ligne).  Voir également (en) Isa Danne, « A plea against over-tightened nosebands », Horse Aware, no 2,‎ février 2013 (lire en ligne)
- [Lesté-Lasserre 2015] Christa Lesté-Lasserre, « Muserolle : halte aux excès », Cheval Magazine, no 522,‎ mai 2015, p. 48-49.
- « Les muserolles », Cheval Love, no 266,‎ novembre 2013, p. 20-21 (lire en ligne)